# Voslapp

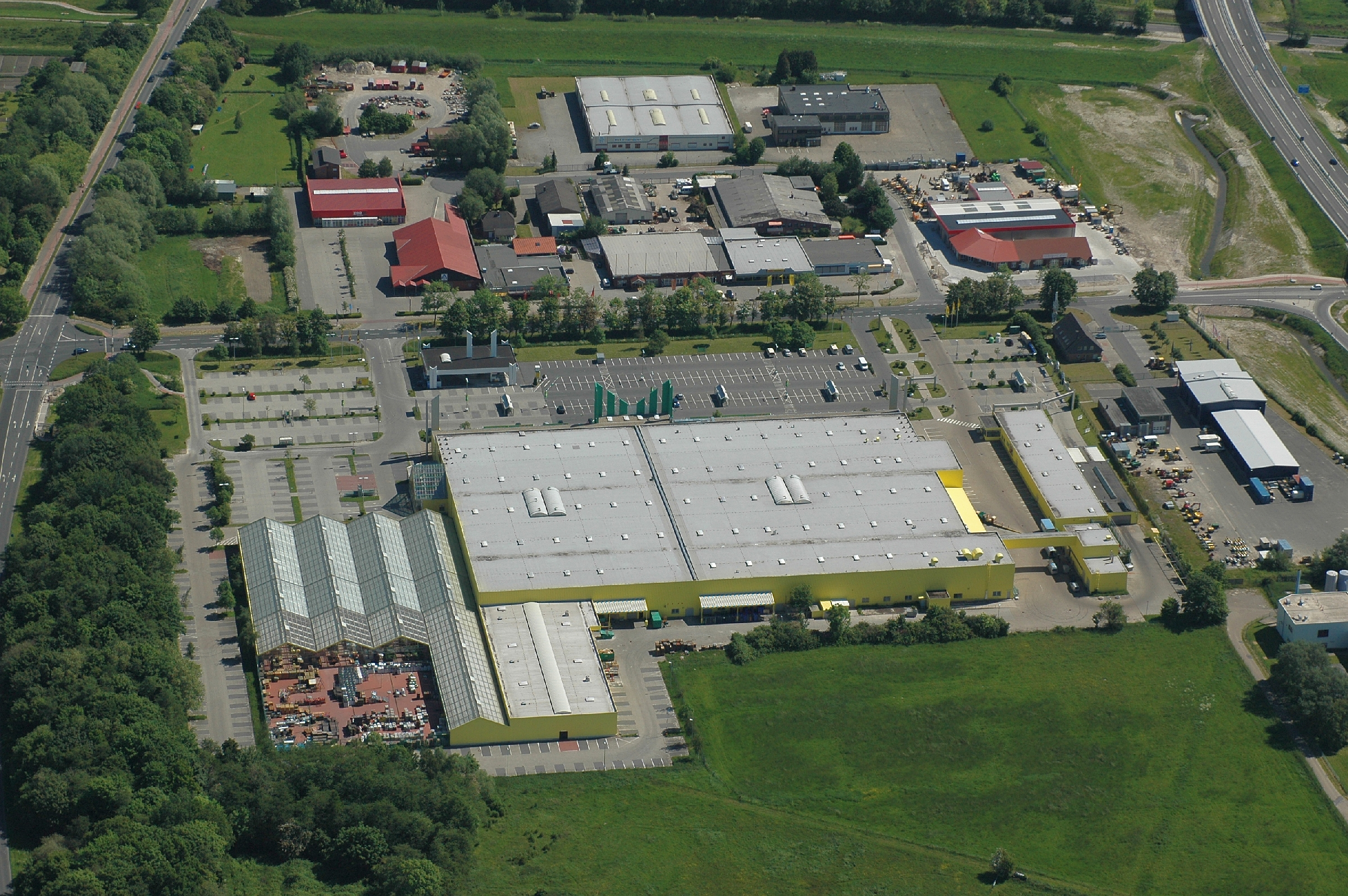
Einkaufsmärkte am südlichen Ortsrand

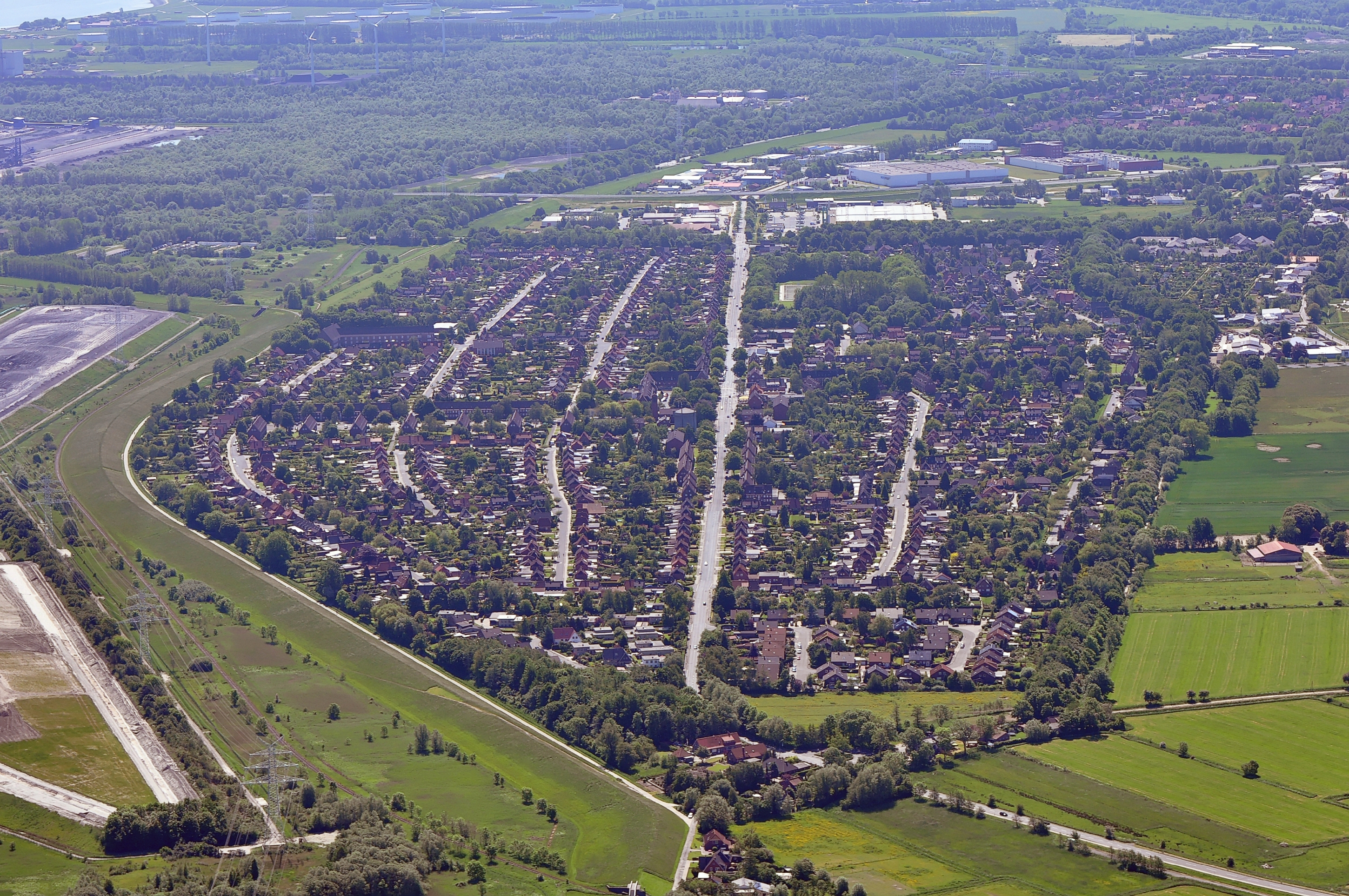
Luftbild von Norden

Voslapp ist ein Stadtteil der niedersächsischen Stadt Wilhelmshaven. Als musterhafte NS-Wohnstadt für Arbeiter der Kriegsmarinewerft wurde sie ab 1938 von der eigens gegründeten Wohnungsbaugesellschaft JADE auf eingedeichtem Land am Westufer des Jadebusens gebaut.

## Geographie
Mit der Gründung Voslapps im Jahr 1938 kam das Gebiet zur Stadt Wilhelmshaven. Im Norden und Osten grenzt es an die Stadtteile Voslapper Groden und Rüstersieler Groden, im Westen an Sengwarden sowie entlang des Schlafdeiches an Fedderwardergroden und im Süden am Niedersachsendamm an Rüstersiel.

## Geschichte
Die Planungen für 5.000 Einwohner gehen auf Bebauungsentwürfe des Reichsheimstättenamtes Gau Weser-Ems, der Bauabteilungen des Reichsarbeitsministeriums (Karl Pfeiffer) und des Oberkommandos der Marine (Walter Kelm) sowie des Oldenburger Finanzministeriums (Fritz Karl Schneider) zurück. Die Kleinsiedlungshäuser und „Volkswohnungen“ wurden von der Wohnungsbaugesellschaft JADE (Willi Lübbers, Willy Schemm) entworfen und 1938 bis 1941 gebaut und sollte der Unterbringung von Arbeitern der Marinewerft dienen. Die nach dem Reichssiedlungsgesetz von 1919 gebauten Kleinsiedlungshäuser haben großzügige Gärten, die früher größtenteils zum Anbau von Obst und Gemüse sowie zur Kleinviehzucht zur Selbstversorgung genutzt wurden. Erst ab Mitte der 1960er wurde die Siedlung verkehrstechnisch vollständig an Wilhelmshaven angebunden.
Während des Zweiten Weltkrieges war in Voslapp die „Schwere Flak-Batterie Geniusbank“ der Marine-Flak-Abteilung 212 des 2. Marine-Flak-Regimentes aufgestellt. Während des Krieges wurde der Gewerbetrakt in der Mitte der Siedlung errichtet. Voslapp blieb während des Krieges fast unzerstört, jedoch wurden in den naheliegenden Feldern bis in die 1990er Jahre regelmäßig Blindgänger gefunden.
In den 1970er Jahren wurde auf dem vorgelagerten Voslapper Groden Industrie angesiedelt, insbesondere das Chemiewerk Voslapp und die Wilhelmshavener Raffinerie. Im Frühjahr 2008 begann der Bau des nahe gelegenen JadeWeserPorts, der am 21. September 2012 offiziell in Betrieb genommen wurde.

## Infrastruktur

### Wohnen
Durch einen hohen Anteil von Einfamilienhäusern ist Voslapp heute eine bevorzugte Wohngegend für Familien in städtischer Randlage zwischen Deich und ländlicher Umgebung. 
Wenig erinnert an die von NS-Propaganda begleiteten Voslapper Anfangsjahre und die Versprechungen von NSDAP und Kriegsmarinewerft. „Jedem deutschen Menschen sein Häuschen im Grünen“, das war die Ideologie der Gaumustersiedlungen. In Voslapp sollten ungelernte Rüstungsarbeiter sesshaft werden. Allerdings waren die Verkehrsverbindungen zum rund acht Kilometer entfernten Wilhelmshaven schlecht. Großprojekte wie der benachbarte Wasserflughafen und Waldanpflanzungen wurden eingestellt. NS-typische „Bauten der Gemeinschaft“ wie HJ-Heime, Aufmarschplätze und NSDAP-Gemeinschaftshäuser wurden zwar geplant, aber bis auf die Schulen nicht fertiggestellt.

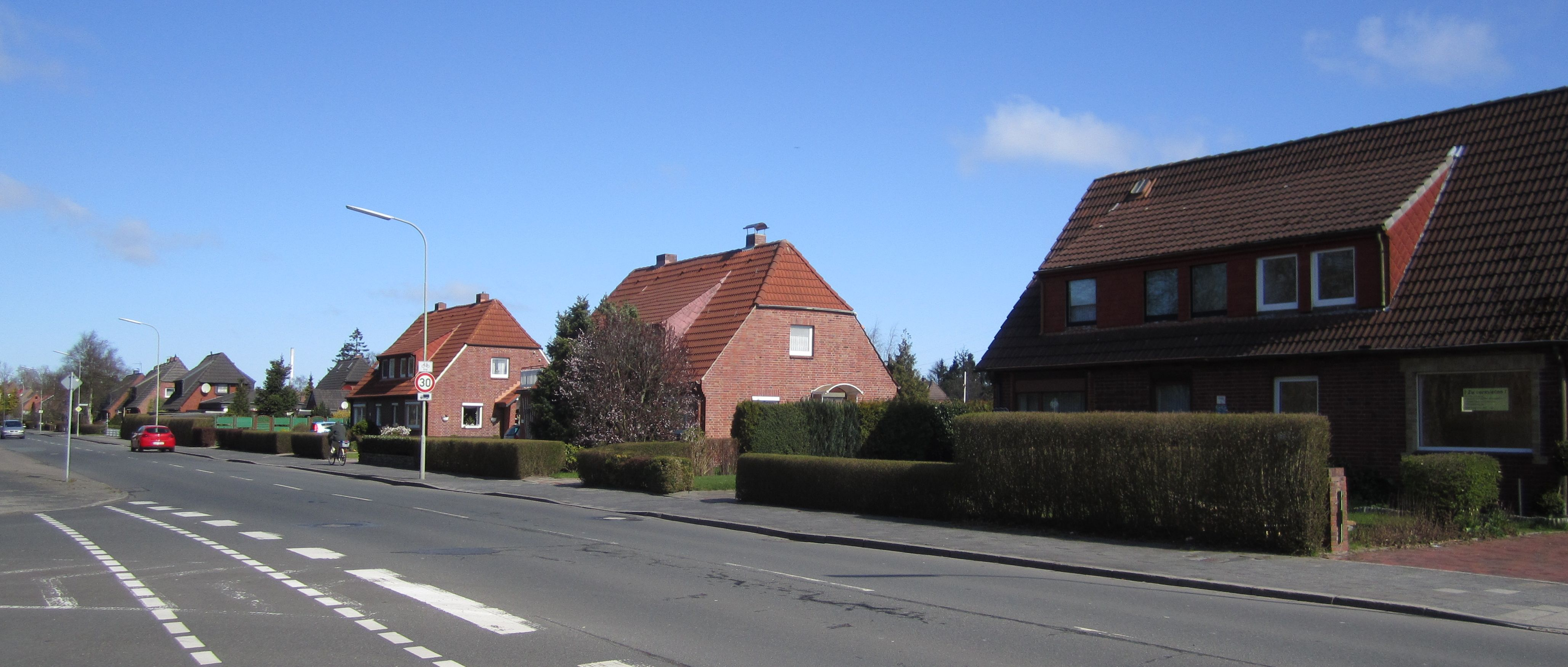
Doppelhäuser in der Flutstraße
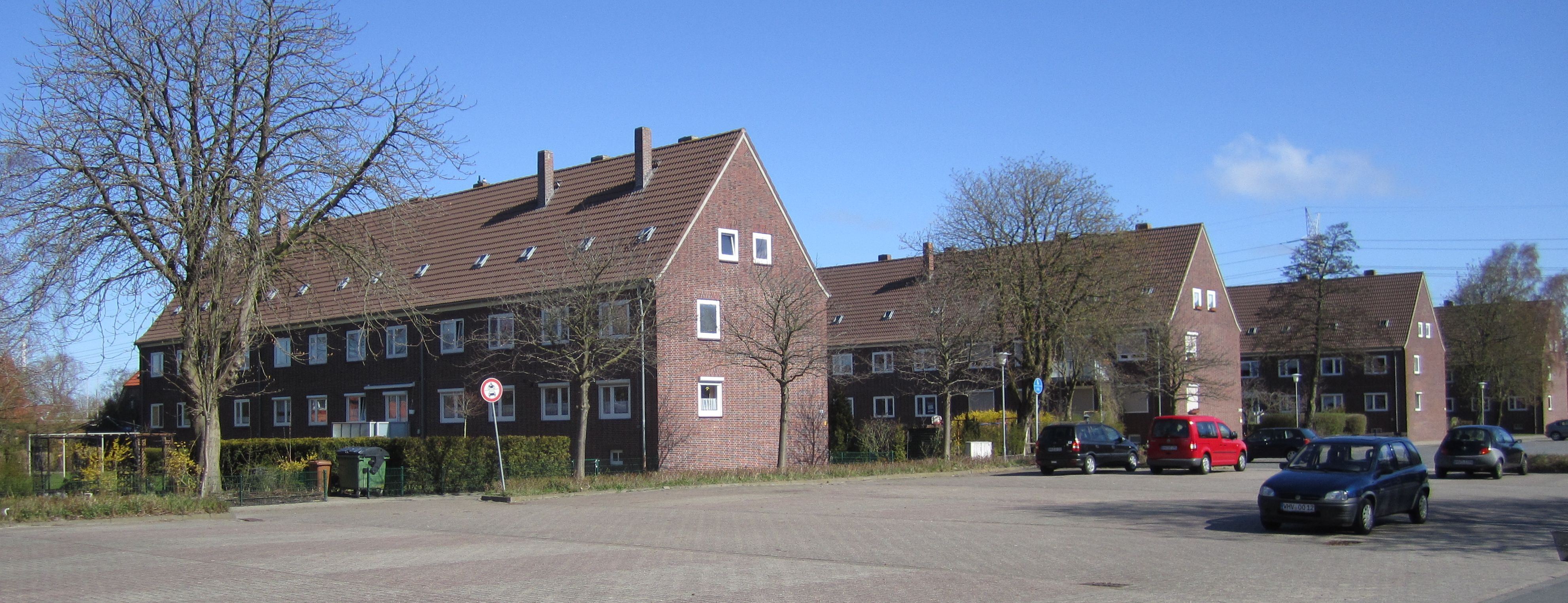
Zeilenbebauung in der Geniusbankstraße

### Verkehr
Über die Autobahn A 29 und Buslinien der Stadtwerke-Verkehrsgesellschaft Wilhelmshaven ist dieser Stadtteil verkehrstechnisch gut angebunden.

### Religionen
In Voslapp findet sich:

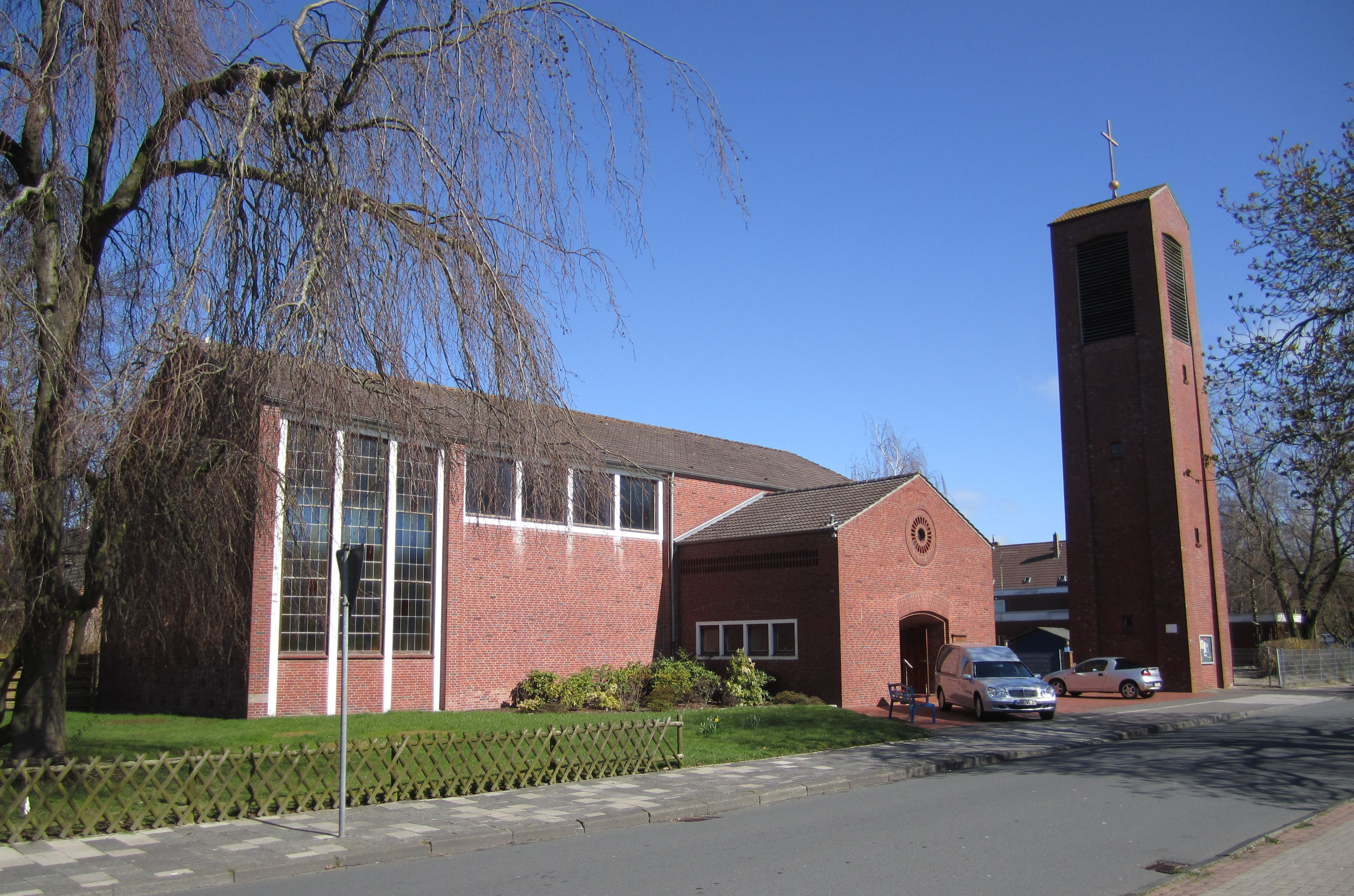
Evangelisch-lutherische Kirchengemeinde St. Martin
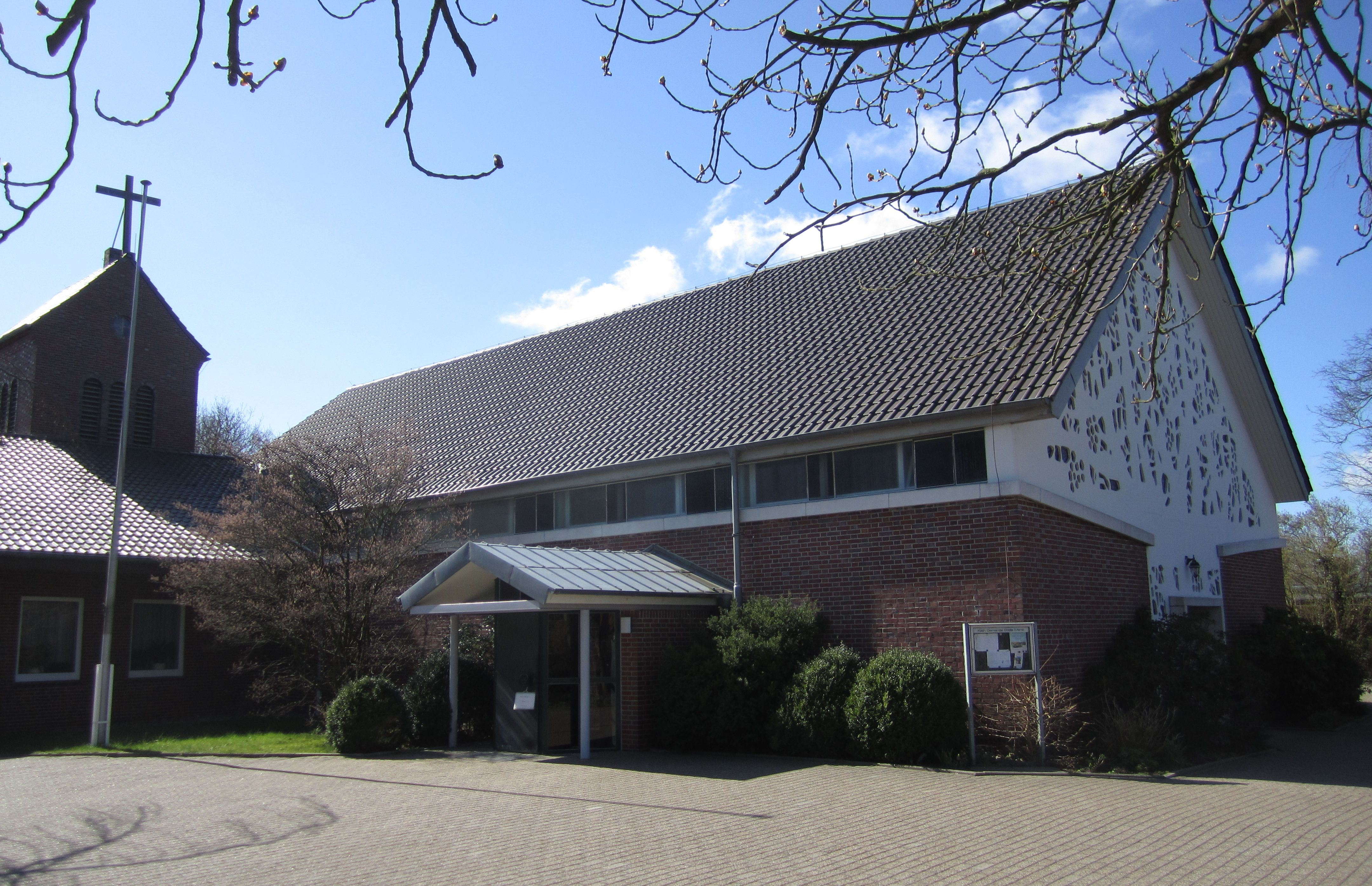
Koptisch-orthodoxe Gemeinde Wilhelmshaven, ehem. rk. Stella Maris
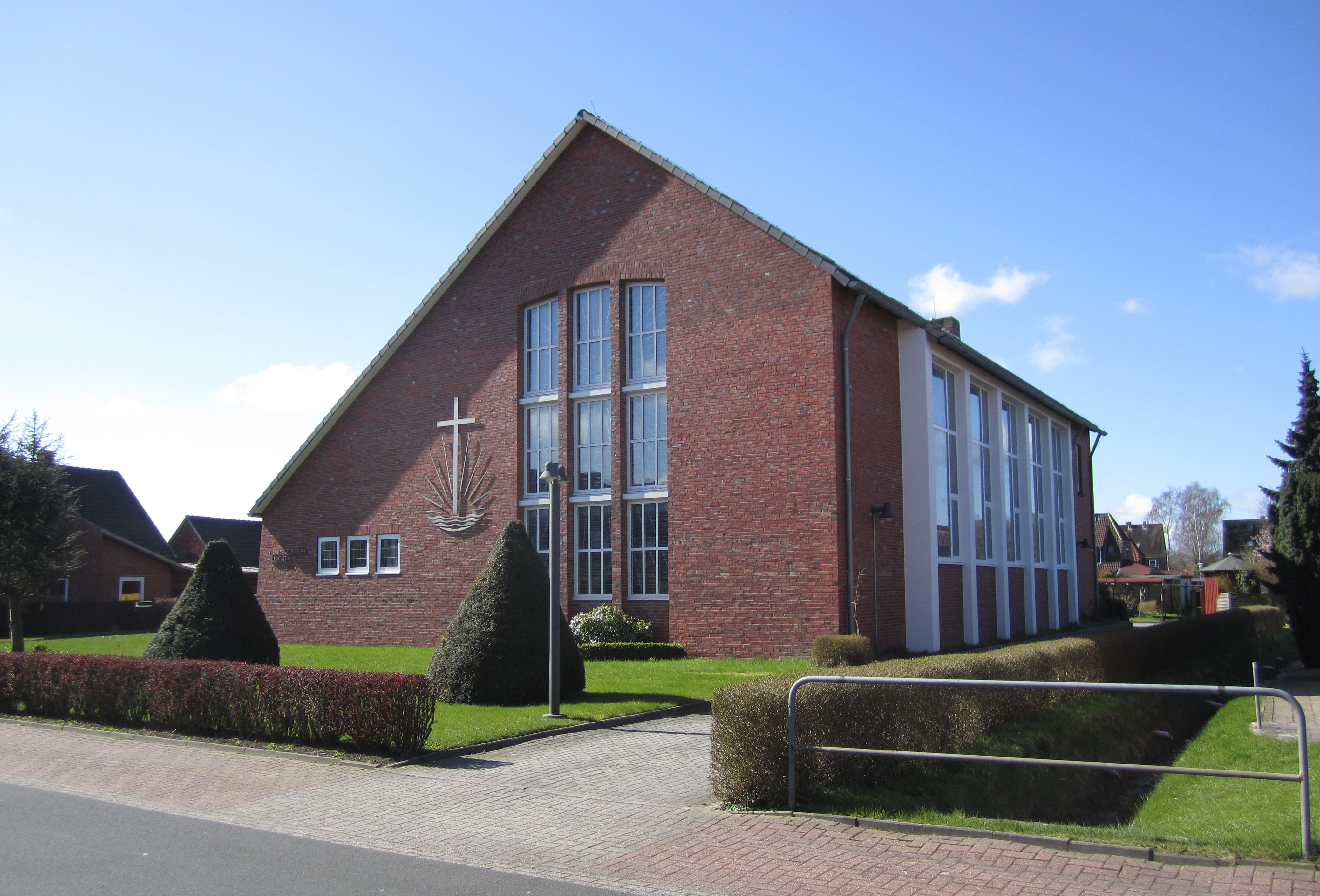
Ehemalige neuapostolische Gemeinde Wilhelmshaven-Nord

Die Römisch-katholische Kirche sowie die Neuapostolische Kirche sind seit Änderungen im Aufbau ihrer lokalen Gemeindestrukturen nicht mehr räumlich in Voslapp vertreten. Während das Kirchengebäude der ehemaligen neuapostolischen Gemeinde Wilhelmshaven-Nord in der Fedderwarder Straße profaniert und an Privathand übergeben wurde, steht das sich in der Hunrichstraße befindliche Kirchengebäude der ehemaligen römisch-katholischen Filialgemeinde Stella Maris in Nutzung der koptisch-orthodoxen Gemeinde Wilhelmshaven.

## Einwohner

### Entwicklung
Am 31. Dezember 2007 hatte Voslapp 3541 Einwohner mit einem Arbeitslosenanteil von 5,2 %. In den folgenden zehn Jahren sank hier die Einwohnerzahl um 6 %. Im Vergleich zur Gesamtstadt fiel der Einwohnerrückgang etwas gemäßigter aus. Einen Tiefpunkt der Einwohnerzahl erlebte Voslapp im Jahr 2015: Nur noch 3205 Einwohner leben im Stadtteil. In den nachfolgenden Jahren stieg die Zahl leicht an. Im Jahr 2017 wurden 3248 Voslapper gezählt.

### Ausländer- und Migrantenanteil
Der Anteil der Ausländer belief sich im Jahr 2007 noch auf 1,6 %. Zehn Jahre später (2017) war der Anteil der Ausländer auf 2,3 % angestiegen, was stark unter dem Wilhelmshavener Durchschnitt von 9,6 % liegt. Der Anteil der Migranten liegt bei 8,8 % bei einem städtischen Durchschnitt von 21,8 %.

### Besiedlung
Bis auf die mehrgeschossige Bebauung an der Flut-, Geniusbank-, Kniprode- und Baugrodenstraße wird das Bild des Stadtteils von Einfamilienhäusern – größtenteils Siedlungshäuser – mit überdurchschnittlich großen Gärten bestimmt. Eingerahmt wird der Stadtteil im Osten durch den Alten Voslapper Seedeich und im Westen durch den Kniphauser Deich. Voslapp hat eine Fläche von 189,3 Hektar. Die Einwohnerdichte je Hektar betrug 2007 18,8. Voslapp wies somit ungefähr die gleiche Dichte wie die Stadtteile Schaar und Neuengroden auf.

### Alter
30,1 % der Voslapper sind 65 Jahre und älter. Damit hat Voslapp einen höheren Wert als der errechnete Durchschnitt aller Stadtteile von 25,7 %. Andererseits erzielt der Stadtteil mit einem Minderjährigen-Anteil von 14,2 % einen leicht überdurchschnittlichen Wert im Stadtteilvergleich. Das Durchschnittsalter liegt entsprechend hoch bei 48,9 Jahren im Vergleich zu 46,1 Jahren im städtischen Durchschnitt.

### Einwohnerbewegung
Wie in der gesamten Stadt Wilhelmshaven fällt hier auf, dass die Zahl der Sterbefälle höher ist als die der Geburten. Im Jahr 2017 verstarben 41 Voslapper, wohingegen 23 neue geboren wurden. Die Zuzüge und Fortzüge halten sich fast die Waage: Es gab nur 6 Fortzüge mehr als Zuzüge.

## Kultur und Sehenswürdigkeiten

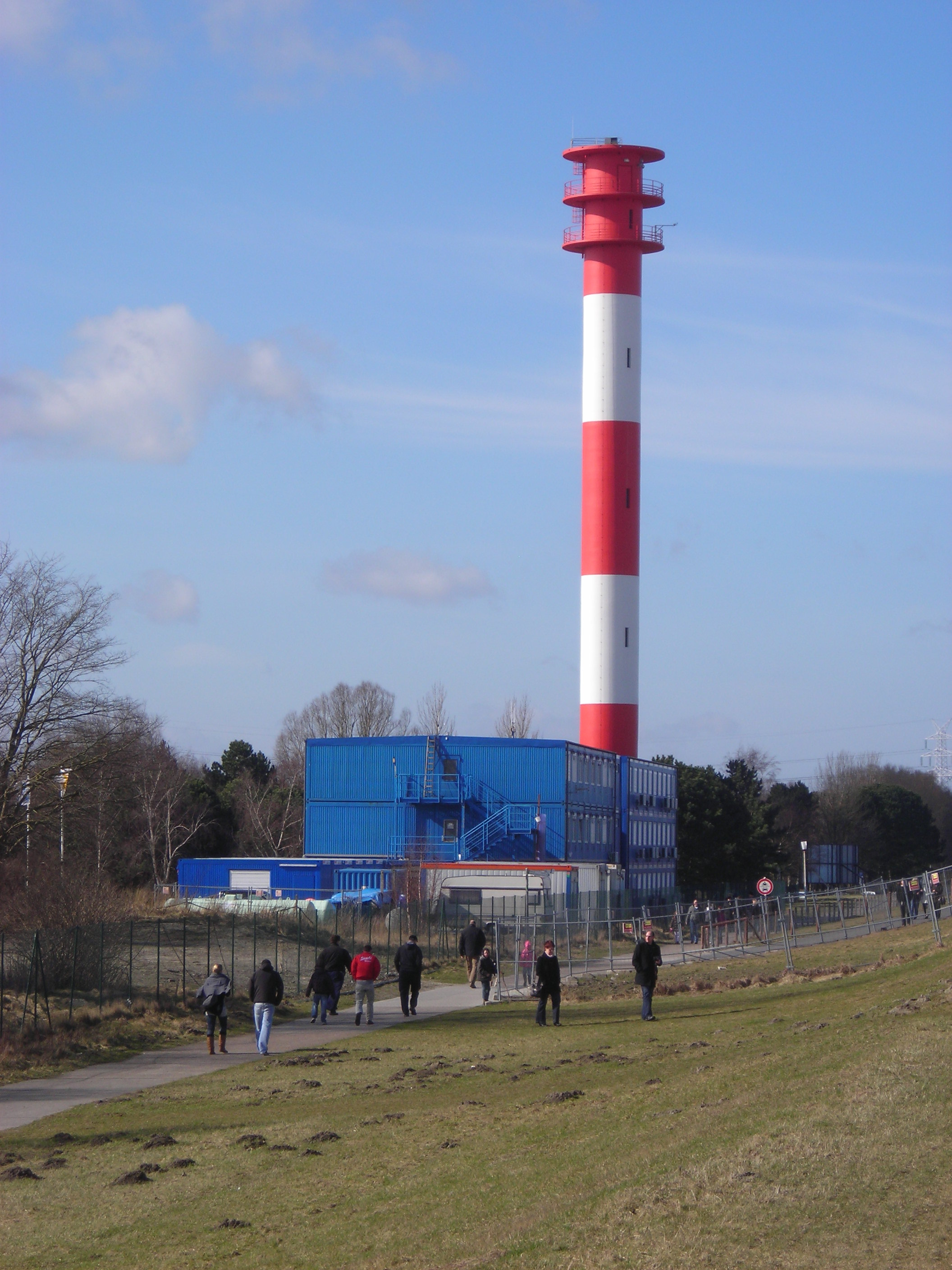
Der Leuchtturm Oberfeuer Voslapp. Im Vordergrund die Bauleitung des JadeWeserPorts

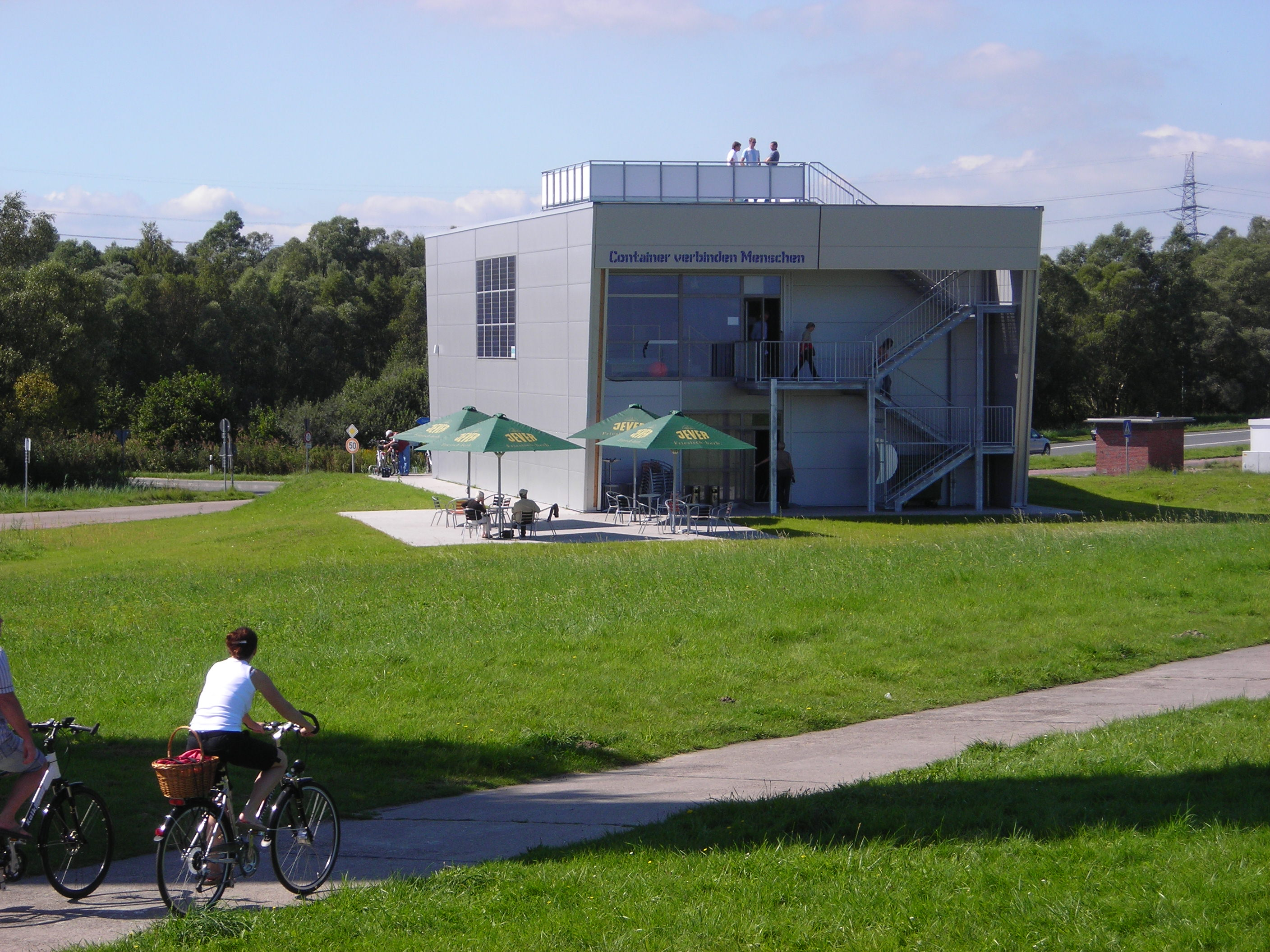
Infobox zum Jade-Weser-Port

### Tourismus
Die Geniusbank um den Geniusstrand war über Jahre hinweg einer der zentralen Tourismuspunkte für Voslapper, Wilhelmshavener und Urlauber und der einzige Sandstrand Wilhelmshavens. Der offizielle Badebetrieb sowie der Betrieb des angrenzenden Campingplatzes wurde mit Ablauf der Saison 2004 aufgrund des anstehenden Baus des JadeWeserPorts eingestellt. Bis zur Saison 2007 war der Strand jedoch noch inoffiziell geöffnet. Im Frühjahr 2008 begann hier der Bau des JadeWeserPorts. Der nächste größere Strand ist jetzt im ca. sieben Kilometer entfernten Hooksiel.
Im nahe gelegenen Rüstersieler Groden befindet sich das Oberfeuer der Richtfeuerlinie Voslapp, das mit einer Höhe von 64,6 m ü. NN der dritthöchste Feuerträger in Deutschland ist, sowie ein Infopavillon zum JadeWeserPort.

### Regelmäßige Veranstaltungen
- Juni: Voslapper Gewerbeschau
- August: Siedlerfest
- Dezember: Christkindlmarkt